# Sant Martí de Jafre
Sant Martí de Jafre és una església parroquial a la vila de Jafre (Baix Empordà) inclosa en l'Inventari del Patrimoni Arquitectònic de Catalunya. Edifici d'una nau amb capelles laterals i capçalera poligonal. L'interior posseeix voltes de llunetes amb diversitat de motllures ornamentals. A la façana de ponent hi ha la portada rectangular amb pilastres i un fris decoratius de tema geomètric que ressegueix els muntants i la llinda. Un altre fris geomètric decora l'entaulament sobre el qual, entre dos pinacles en forma de grans copes hi ha una fornícula que emmarca un plafó amb la característica escena de la vida del patró (Sant Martí de Tours dalt del cavall partint-se la capa amb un pobre) esculpit en baix relleu i de factura molt popular, marcadament ingènua. Més amunt, dins un ressalt orlat, hi ha gravat l'any 1825. Un rosetó completa aquest conjunt. L'arrebossat de la façana és molt malmenat; presenta rastres d'esgrafiat de tema geomètric.
La torre cloquer es dreça sobre l'angle sud-oest del temple. Té la base quadrada i el cos superior octagonal amb quatre arcades apuntades i coronament de balustrada, pinacles i arcs exempts formant creueria. L'aparell és de pedres sense treballar i carreus angulars; el campanar es construí amb carreus ben escairats. Al mur septentrional és visible algun testimoni dels murs de l'antic castell de Jafre.

## Història
L'any 1228 el comte d'Empúries feu donació a l'abat de Santa Maria d'Amer de la jurisdicció del lloc de Jafre. El 1243 el priorat de Sant Miquel de Cruïlles establí la bajulia i honors de la parròquia de "Sancti Martini de Jafare". L'any 1739 fou decidida la construcció de la nova església, que és l'actual, aprofitant murs del castell de Jafre que romanien "molt forts i bons". L'any 1770 el temple devia estar en bona part construït. El 1771 s'hi afegí una capella lateral, la sagristia, i l'escala del cor. El campanar fou aixecat l'any 1819. La portada i acabament definitiu del frontis es realitzà durant els anys 1823-25.